# Adrian Lebedinschi
Adrian Lebedinschi (n. 12 august 1976, Colicăuți, Briceni) este un jurist și un om politic din Republica Moldova, care din octombrie 2015 până în iulie 2021 a fost deputat în Parlamentul Republicii Moldova, în cadrul fracțiunii Partidului Socialiștilor din Republica Moldova (PSRM), iar din noiembrie 2021, a devenit din nou deputat din partea BeCS.

## Activitate profesională
Începând cu anul 2009 activează ca avocat, iar anterior a fost anchetator și comisar adjunct la mai multe comisariate de poliție din Chișinău.

## Activitate politică
La alegerile parlamentare din 30 noiembrie 2014 din Republica Moldova a candidat la funcția de deputat de pe locul 26 în lista candidaților PSRM și inițial nu a reușit să acceadă în parlament. La alegerile locale din Chișinău din 14 iunie 2015 a fost ales consilier în Consiliul Municipal Chișinău din partea PSRM, însă, după ce colegul socialist deputatul Ion Ceban, la fel ales consilier, a decis să renunțe la mandatul de deputat în favoarea celui de consilier, Lebedinschi, fiind următorul pe lista de candidați supleanți a obținut mandatul său de deputat.

## Viață personală
Adrian Lebedinschi deține gradul special de locotenent-colonel de poliție. Este căsătorit și are doi copii.